# Система Гепберна
Система Гепберна (яп. ヘボン式ローマ字, хебоншікі-ро:маджі, англ. Hepburn romanization, система Хепберна, система за Хепберном, транскрибутивна система Хепбьорна) — система для латинізації японської мови, розроблена Джеймсом Кертісом Гепберном, у якій використовується латинська абетка для запису японської мови. Використовується іноземцями для транскрипції японської мови засобами латинського алфавіту і японцями для латинізації власних імен, географічних назв і іншої інформації (розклади руху потягів, дорожні знаки, офіційні зв'язки з іноземними країнами). Здебільшого опирається на англійські правила письма, приголосні звуки дуже близько відповідають англійській вимові, а голосні звуки — приблизно італійській вимові.
У 1867 році американський місіонер і лікар Джеймс Кертіс Гепберн видав японсько-англійський словник (яп. 和英語林集成, ва-ейґо-рінсю:сей), який уклав не на основі кани, а на основі транскрипції японської мови. Гепберн разом з низкою інших іноземців та японців був членом комісії, метою якої було створення уніфікованої системи латинізації японської мови. Запропонована Гепберном транскрипція фактично стала першою практичною транскрипцією японської мови засобами латинського алфавіту. Словник перевидано у 1872 та 1886 роках.
Система Гепберна стала настільки поширеною у світі, що в самій Японії в 1908 році вона стала називатися «стандартною» (яп. 標準式 ローマ字, хьо:джюнсікі ро:мадзі, англ. standard system), коли була опублікована «Модифікована система Гепберна» (shūsei Hebon-shiki, англ. modified Hepburn system) зі змінами Кано Дзіґоро і Товариства поширення латинізації (Romaji-Hirome-kai, англ. Society for the Propagation of Romanization).
Хоча сьогодні японська влада віддає перевагу латинізації кунрей-сікі, система Гепберна все ще широко використовується й залишається світовим стандартом. Оскільки вона опирається на вимову англійської та італійської мов, люди, які розмовляють англійською чи романськими мовами (італійською, французькою, португальською, іспанською та іншими), будуть здатними здебільшого точніше вимовляти незнайомі японські слова, романізовані системою Гепберна, порівнюючи з латинізаціями ніппон-сікі та кунрей-сікі.

## Правовий статус
Система Гепберна опирається на англійську фонологію і конкурувала з латинізацією ніппон-шікі, яка була розроблена в Японії як заміна японської писемності. У 1930 році була затверджена Спеціальна комісія дослідження романізації (англ. Special Romanization Study Commission) для порівняння цих двох систем. Як наслідок, комісія віддала перевагу дещо модифікованій версії ніппон-шікі, яка була оголошена офіційною японською латинізацією для усіх потреб 21 вересня 1937 року указом уряду Японії; сьогодні вона відома як латинізація кунрей-сікі. Втім, після Другої світової війни поширенішою стала система за Гепберном. Указ японської влади був тимчасово скасований головнокомандувачем союзними окупаційними військами (SCAP) під час окупації Японії, але знову набрав чинності з невеликими правками у 1954 році.
У 1972 році переглянута версія системи Гепберна були кодифікована як стандарт ANSI Z39.11-1972. Вона була запропонована у 1989 році як проєкт для стандарту ISO 3602, але була відхилена на користь латинізації кунрей-сікі. Стандарт ANSI Z39.11-1972 був визнаний застарілим 6 жовтня 1994 року.
Станом на 1978 рік, Міністерство закордонних справ Японії, Міністерство міжнародної торгівлі та промисловості й багато інших офіційних організацій використовували систему Гепберна замість кунрей-шікі. Крім того, The Japan Times, Бюро подорожей Японії й багато інших приватних організацій використовували систему Гепберна замість кунрей-шікі. Національна парламентська бібліотека Японії використовувала кунрей-шікі.
Сьогодні вона з певними змінами залишається найпоширенішою системою транскрипції японської мови засобами латинського алфавіту — її вивчають у школі, використовують у паспортах, підручниках, словниках, та у виданнях іноземними мовами, вона є офіційною для урядових та офіційних установ Японії.
У багатьох сферах, де не вимагається використання офіційного стандарту, система Гепберна залишається стандартом де-факто. Система Гепберна, зокрема, використовується в міських офісах, поліцейських відділеннях, святилищах, храмах та на пам'ятках. Англомовні газети й ЗМІ використовують спрощений варіант системи Гепберна. Міста і префектури використовують її в інформації для англомовних жителів і відвідувачів. Також спрощений варіант системи Гепберна використовує Міністерство закордонних справ Японії у своїх англомовних публікаціях. Вона використовується в офіційній туристичній інформації в Японії.
Багато студентів, які вивчають японську мову як іноземну, знайомляться із системою Гепберна.

## Варіанти

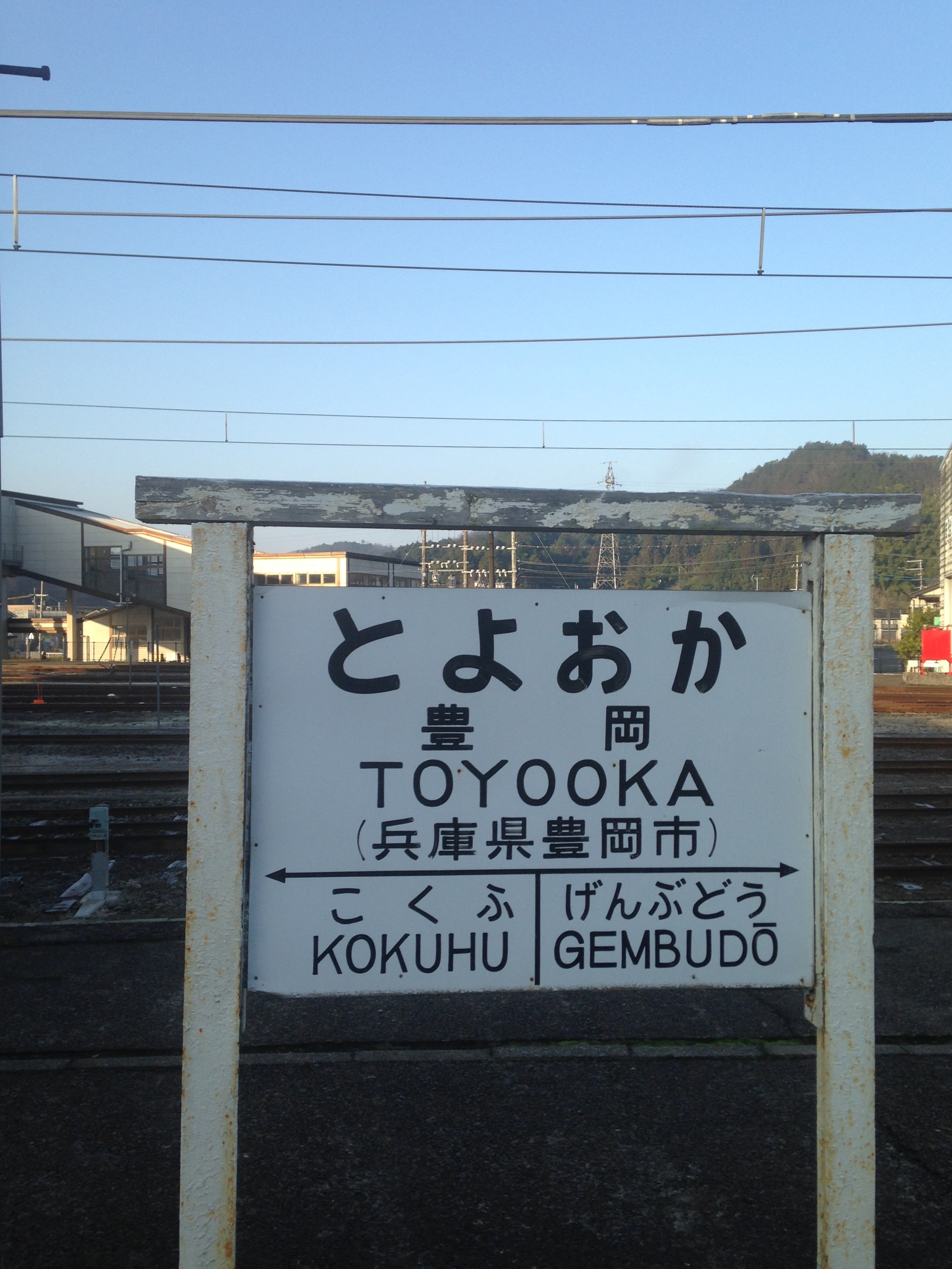
Колишня дошка станції Тойоока з вказівками про дві суміжні станції. Станція «GEMBUDŌ» названа згідно із системою Гепберна, а станція «KOKUHU» — з латинізацією ніхон-шікі/кунрей-шікі.

Існує багато варіантів системи латинізації Гепберна. Два найпоширеніші з них:
- Традиційна система Гепберна — описана в різних виданнях словника Гепберна, третє видання (1886)[14] часто вважається авторитетним[15] (хоча варто також враховувати зміни у використанні кани). Її особливістю є подання силабічної n як m перед приголосними b, m і p: Shimbashi для 新橋.
- Модифікована система Гепберна (яп. 修正ヘボン式, Shūsei Hebon-shiki)[16], також відома як переглянута система Гепберна, у якій, зокрема, подання силабічної n як m перед певними приголосними більше не відбувається: Shinbashi для 新橋. Система була представлена у третьому виданні Нового японсько-англійського словника (англ. New Japanese-English Dictionary, 1954) видавництва Kenkyūsha і була прийнята Бібліотекою Конгресу як одна з ALA-LC латинізацій. Найпоширеніша версія системи сьогодні[17].

У самій Японії є декілька варіантів, офіційно прийнятих для різних цілей:
- Стандарт для залізниць (яп. 鉄道掲示基準規程, Tetsudō Keiji Kijun Kitei)[18], який дотримується латинізації Hyōjun-shiki Rōmaji. Усі японські JR-залізниці та деякі інші основні залізниці використовують цей стандарт для імен станцій.
- Стандарт міністерств землі, інфраструктури, транспорту і туризму[19] — визначає, як записувати латиницею текст на дорожніх знаках, дотримується модифікованої системи Гепберна. Використовується для дорожніх знаків.
- Паспортний стандарт Міністерства закордонних справ (яп. 外務省旅券規定, Gaimushō Ryoken Kitei)[20] — стандарт рекомендованого характеру, який явно дозволяє використовувати «ромаджі не системи Гепберна» (яп. 非ヘボン式ローマ字, hi-Hebon-shiki rōmaji) в особистих іменах, особливо для паспортів. Зокрема, стандарт подає силабічну n як m перед b, m та p і латинізовану довгу o як oh, oo або ou (Satoh, Satoo або Satou для 佐藤).

Детальна інформація про варіанти системи наведена нижче.

### Застарілі варіанти
Системи латинізації, які були описані у першій і другій версії словника Гепберна, мають переважно історичний інтерес. Відмінності від третьої та пізніших версій:

#### Друга версія
- エ та ヱ записувалися як ye: Yedo
- ズ та ヅ записувалися як dzu: kudzu, tsudzuku
- キャ, キョ і キュ записувалися як kiya, kiyo і kiu
- クヮ записувалися як kuwa[21]

#### Перша версія
Наступні особливості були змінені у другій версії:
- ス записувалася як sz.
- ツ записувалася як tsz.
- ズ та ヅ записувалися як du.
- クヮ записувалися як kuwa.

## Особливості
Головною особливістю системи Гепберна є те, що орфографія опирається на англійську фонологію. Коли склади, які складаються згідно з японською складовою азбукою, містять «нестійкий» приголосний, написання змінюється таким чином, щоб краще відповідати справжньому звуку, який вимовить англомовна людина. Наприклад, し записується як shi, а не si.
Джеймс Гепберн створив свою систему для англійців та американців, беручи до уваги особливості англійської орфографії. Як зазначив автор у передмові, його система побудови словника заснована на транскрипції японської мови, максимально наближеній до вимови. На відміну від попередніх систем латинізованої транслітерації, система Гепберна була найбільш наближеною до реальної вимови японських слів. Недоліком транскрипції є те, що вона не відтворює явища парності приголосних за ознакою твердий-м'який.

### Довгі голосні
Довгі голосні здебільшого позначаються макронами (¯). Оскільки діакритичний знак зазвичай відсутній на друкарській машинці і люди, можливо, не вміють вводити його на клавіатурі комп'ютера, символ циркумфлекс (ˆ) часто використовується замість нього.
Комбінації голосних записуються таким чином у традиційній/модифікованій системі Гепберна:

#### A + A
У традиційній і модифікованій:
Комбінація a + a записується як aa, якщо ці голосні трапляються в різних канджі:
- 邪悪（じゃあく）: {ji + ya} + {a + ku} = jaaku — зло

У традиційній системі Гепберна:
Довгий голосний звук a записується як aa
- お婆さん（おばあさん）: {o} + {ba + a} + {sa + n} = obaa-san[22] — баба

У модифікованій системі Гепберна:
Довгий голосний звук a позначається макроном:
- お婆さん（おばあさん）: {o} + {ba + a} + {sa + n} = obāsan[23] — баба

#### I + I
У традиційній і модифікованій:
Комбінація i + i завжди записується як ii.
- お兄さん（おにいさん）: o + ni + i + sa + n = oniisan — старший брат
- お爺さん（おじいさん）: o + ji + i + sa + n = ojiisan — дід
- 美味しい（おいしい）: o + i + shi + i = oishii — смачно
- 新潟（にいがた）: ni + i + ga + ta = Niigata — Ніїґата
- 灰色（はいいろ）: ha + i + i + ro = haiiro — сірий

#### U + U
У традиційній і модифікованій:
Комбінація u + u записується як uu, якщо ці голосні трапляються в різних канджі, або вони є кінцевою частиною термінальної форми дієслова:
- 食う（くう）: {ku} + {-u} = kuu — їсти
- 縫う（ぬう）: {nu} + {-u} = nuu — шити
- 湖（みずうみ）: {mi + zu} + {u + mi} = mizuumi — озеро

Довгий голосний звук u позначається макроном:
- 数学（すうがく）: {su + u} + {ga + ku} = sūgaku — математика
- 注意（ちゅうい）: {chu + u} + {i} = chūi — увага
- ぐうたら: {gu + u + ta + ra} = gūtara — ледар
- 憂鬱（ゆううつ）: {yu + u} + {u + tsu} = yūutsu — меланхолія

#### E + E
У традиційній і модифікованій:
Комбінація e + e записується як ee, якщо ці голосні трапляються в різних канджі:
- 濡れ縁（ぬれえん）: {nu + re} + {e + n} = nureen — відкрита веранда

У традиційній системі Гепберна:
Довгий голосний звук e записується як ee:
- お姉さん（おねえさん）: {o} + {ne + e} + {sa + n} = oneesan[22] — старша сестра

У модифікованій системі Гепберна:
Довгий голосний звук e позначається макроном:
- お姉さん（おねえさん）: {o} + {ne + e} + {sa + n} = onēsan[23] — старша сестра

#### O + O
У традиційній і модифікованій:
Комбінація o + o записується як oo, якщо ці голосні трапляються в різних канджі:
- 小躍り（こおどり）: {ko} + {o + do + ri} = koodori — танець

Довгий голосний звук o позначається макроном:
- 氷（こおり）: {ko + o + ri} = kōri — лід
- 遠回り（とおまわり）: {to + o} + {ma + wa + ri} = tōmawari — об'їзд
- 大阪（おおさか）: {o + o} + {sa + ka} = Ōsaka — Осака

#### O + U
У традиційній і модифікованій:
Комбінація o + u записується як ou, якщо ці голосні трапляються в різних канджі, або вони є кінцевою частиною термінальної форми дієслова:
- 追う（おう）: {o} + {-u} = ou — переслідувати
- 迷う（まよう）: {ma + yo} + {-u} = mayou — загубитися
- 子馬（こうま）: {ko} + {u + ma} = kouma — лоша
- 仔牛（こうし）: {ko} + {u + shi} = koushi — теля

Довгий голосний звук o позначається макроном:
- 学校（がっこう）: {ga + (sokuon)} + {ko + u} = gakkō — школа
- 東京（とうきょう）: {to + u} + {kyo + u} = Tōkyō — Токіо
- 勉強（べんきょう）: {be + n} + {kyo + u} = benkyō — навчатися
- 電報（でんぽう）: {de + n} + {po + u} = dempō[22] або denpō[23] — телеграф
- 金曜日（きんようび）: {ki + n} + {yo + u} + {bi} = kinyōbi[22] або kin'yōbi[23] — п'ятниця
- 格子（こうし）: {ko + u} + {shi} = kōshi — решітка

#### E + I
У традиційній і модифікованій:
Комбінація e + i записується як ei.
- 学生（がくせい）: ga + ku + se + i = gakusei — учень
- 経験（けいけん）: ke + i + ke + n = keiken — досвід
- 制服（せいふく）: se + i + fu + ku = seifuku — уніформа
- 姪（めい）: me + i = mei — племінниця
- 招いて（まねいて）: ma + ne + i + te = maneite — запросити

#### Інші комбінації голосних
Усі інші комбінації двох різних голосних звуків записуються окремо:
- 軽い（かるい）: ka + ru + i = karui — легкий
- 鴬（うぐいす）: u + gu + i + su = uguisu — короткокрила очеретянка (лат. Cettia diphone; вид птахів з ряду Горобцеподібних)
- 甥（おい）: o + i = oi — племінник

#### Запозичення
Довгі голосні звуки позначаються за допомогою тьоонпу (ー) у запозиченнях, які пишуться з макронами (ā, ī, ū, ē, ō), таким чином:
- セーラー: se + (chōonpu) + ra + (chōonpu) = sērā — sailor (укр. моряк)
- パーティー: pa + (chōonpu) + ti + (chōonpu) = pātī — party (укр. вечірка)
- ヒーター: hi + (chōonpu) + ta + (chōonpu) = hītā — heater (укр. обігрівач)
- タクシー: ta + ku + shi + (chōonpu) = takushī — taxi (укр. таксі)
- スーパーマン: su + (chōonpu) + pa + (chōonpu) + ma + n = Sūpāman — Superman (укр. Супермен)
- バレーボール: ba + re + (chōonpu) + bo + (chōonpu) + ru = barēbōru — volleyball (укр. волейбол)
- ソール: so + (chōonpu) + ru = sōru — sole (укр. підошва)

Комбінація двох голосних звуків у запозиченнях записується окремо:
- バレエ: ba + re + e = baree — ballet (укр. балет)
- ソウル: so + u + ru = souru — soul (укр. душа), Сеул
- ミイラ: mi + i + ra = miira — mummy (укр. мумія)

#### Варіації
У системі Гепберна існує багато способів позначати довгі голосні звуки. Наприклад, слово 東京（とうきょう） може бути записане таким чином:
- Tōkyō — позначається макроном. Це відповідає правилам традиційної й модифікованої систем Гепберна і вважається стандартом.
- Tokyo — не позначати ніяким чином. Так роблять з японськими словами, які увійшли в англійську мову, та на практиці при використанні системи Гепберна для тексту на знаках і для іншої англомовної інформації в Японії.
- Tôkyô — позначається знаком циркумфлекс, як і в альтернативних латинізаціях ніппон-шікі й кунрей-шікі. Цей знак часто використовується, коли знак макрона відсутній, або його важко ввести, а також через їх візуальну схожість.
- Tohkyoh — позначається символом h (застосовується лише після o). Його часто називають «паспортною системою Гепберна» (англ. passport Hepburn), оскільки Міністерство закордонних справ Японії дозволило (але не вимагає) його використання у паспортах[26][27][28].
- Toukyou — записується згідно із написанням відповідної кани: ō як ou або oo (залежно від кани) і ū як uu. Таке написання інколи називають вапуро (wāpuro) підходом, оскільки текст вводиться в японський текстовий процесор, використовуючи клавіатуру з латинською абеткою. Цей підхід найточніше показує, як голосні звуки записуються за допомогою кани, даючи змогу побачити різницю у передачі おう (як, наприклад, у слові とうきょう（東京）, записується Toukyou у цій системі) і おお (як, наприклад, у слові とおい（遠い）, записується tooi у цій системі).
  - Однак, використання цього способу робить вимову комбінації ou неоднозначною, коли постає вибір між вимовою довгого голосного звуку o чи двох різних голосних звуків: o і u.
- Tookyoo — записується з подвоєнням голосних звуків. Деякі словники, як-от Pocket Kenkyusha Japanese dictionary[29] і Basic English writers' Japanese-English wordbook, дотримуються цього методу, а також він застосовується у латинізації JSL. Крім того, він застосовується, коли необхідно записати слово без звернення до будь-якої із систем латинізації[30].

### Частки
У традиційній і модифікованій:
- Коли は використовується як частка, записується wa.

У традиційній системі Гепберна:
- Коли へ використовується як частка, система Гепберна спочатку радила ye[22]. Це написання застаріло, тому сьогодні здебільшого записується як e (Romaji-Hirome-Kai, 1974[31]).
- Коли を використовується як частка, записується wo[22].

У модифікованій системі Гепберна:
- Коли へ використовується як частка, записується e.
- Коли を використовується як частка, записується o.

### Силабічнаn
У традиційній системі Гепберна:
Силабічна n (ん) записується як n перед приголосними звуками, але як m перед губними приголосними: b, m і p. Інколи записується як n- (з дефісом) перед голосними звуками та y (щоб уникнути плутанини, наприклад, між んあ n + a та な na і між んや n + ya та にゃ nya), але використання дефісу визначене нечітко.
- 案内（あんない）: annai — керівництво (інструкція)
- 群馬（ぐんま）: Gumma — Ґумма
- 簡易（かんい）: kan-i — простота (легкість)
- 信用（しんよう）: shin-yō — довіра

У модифікованій системі Гепберна:
Написання m перед губними приголосними звуками не відбувається і замінена на n. Перед голосними звуками та y записується як n' (з апострофом).
- 案内（あんない）: annai — керівництво (інструкція)
- 群馬（ぐんま）: Gunma — Ґумма
- 簡易（かんい）: kan'i — простота (легкість)
- 信用（しんよう）: shin'yō — довіра

### Довгі приголосні
Подвоєння (або «гемінація») приголосних звуків відбувається у разі, коли у записаному японським письмом слові перед приголосними звуками використовується символ сокуон, っ; для приголосних звуків, які є диграфами у системі Гепберна (sh, ch, ts), лише перший приголосний звук комбінації подвоюється, за винятком для ch, який заміняється на tch.
- 結果（けっか）: kekka — результат
- さっさと: sassato — швидко
- ずっと: zutto — впродовж довгого проміжку часу
- 切符（きっぷ）: kippu — квиток
- 雑誌（ざっし）: zasshi — журнал
- 一緒（いっしょ）: issho — разом
- こっち: kotchi (не kocchi) — сюди
- 抹茶（まっちゃ）: matcha (не maccha) — маччя
- 三つ（みっつ）: mittsu — три

## Схеми латинізації
| Ґодзюон  | Ґодзюон   | Ґодзюон   | Ґодзюон   | Ґодзюон     | Йоон          | Йоон          | Йоон          |
| -------- | --------- | --------- | --------- | ----------- | ------------- | ------------- | ------------- |
| あ ア a  | い イ i   | う ウ u   | え エ e   | お オ o     | Йоон          | Йоон          | Йоон          |
|          |           |           |           |             |               |               |               |
| か カ ka | き キ ki  | く ク ku  | け ケ ke  | こ コ ko    | きゃ キャ kya | きゅ キュ kyu | きょ キョ kyo |
| さ サ sa | し シ shi | す ス su  | せ セ se  | そ ソ so    | しゃ シャ sha | しゅ シュ shu | しょ ショ sho |
| た タ ta | ち チ chi | つ ツ tsu | て テ te  | と ト to    | ちゃ チャ cha | ちゅ チュ chu | ちょ チョ cho |
| な ナ na | に ニ ni  | ぬ ヌ nu  | ね ネ ne  | の ノ no    | にゃ ニャ nya | にゅ ニュ nyu | にょ ニョ nyo |
| は ハ ha | ひ ヒ hi  | ふ フ fu  | へ ヘ he  | ほ ホ ho    | ひゃ ヒャ hya | ひゅ ヒュ hyu | ひょ ヒョ hyo |
| ま マ ma | み ミ mi  | む ム mu  | め メ me  | も モ mo    | みゃ ミャ mya | みゅ ミュ myu | みょ ミョ myo |
| や ヤ ya |           | ゆ ユ yu  |           | よ ヨ yo    |               |               |               |
| ら ラ ra | り リ ri  | る ル ru  | れ レ re  | ろ ロ ro    | りゃ リャ rya | りゅ リュ ryu | りょ リョ ryo |
| わ ワ wa | ゐ ヰ i † |           | ゑ ヱ e † | を ヲ o ‡   |               |               |               |
|          |           |           |           | ん ン n /n' |               |               |               |
|          |           |           |           |             |               |               |               |
| が ガ ga | ぎ ギ gi  | ぐ グ gu  | げ ゲ ge  | ご ゴ go    | ぎゃ ギャ gya | ぎゅ ギュ gyu | ぎょ ギョ gyo |
| ざ ザ za | じ ジ ji  | ず ズ zu  | ぜ ゼ ze  | ぞ ゾ zo    | じゃ ジャ ja  | じゅ ジュ ju  | じょ ジョ jo  |
| だ ダ da | ぢ ヂ ji  | づ ヅ zu  | で デ de  | ど ド do    | ぢゃ ヂャ ja  | ぢゅ ヂュ ju  | ぢょ ヂョ jo  |
| ば バ ba | び ビ bi  | ぶ ブ bu  | べ ベ be  | ぼ ボ bo    | びゃ ビャ bya | びゅ ビュ byu | びょ ビョ byo |
| ぱ パ pa | ぴ ピ pi  | ぷ プ pu  | ぺ ペ pe  | ぽ ポ po    | ぴゃ ピャ pya | ぴゅ ピュ pyu | ぴょ ピョ pyo |

- Кожна комірка містить знаки хіраґани, катакани і латинізацію згідно із системою Гепберна відповідно.
- † — червоні знаки — рідковживані історичні знаки і у сучасній японській мові вважаються застарілими[32][33]. У сучасній системі Гепберна вони часто невизначені[23].
- ‡ — сині знаки рідко використовуються поза межами їх статусу як часток у сучасній японській мові[24]. Латинізація дотримується правил, описаних вище.

### Розширена катакана
Ці комбінації здебільшого використовуються, щоб передати звуки у словах іншими мовами.
Диграфи з оранжевим фоном є загальними та використовуються для запозичень іноземних місць або імен, ті, що із синім фоном використовуються для точнішої транслітерації іноземних звуків, обидва варіанти були запропоновані Міністерством освіти, культури, спорту, науки і технологій уряду Японії. Комбінації знаків катакани з бежевим фоном були запропоновані Американським національним інститутом стандартів і Британським інститутом стандартів як можливий у використанні варіант. Диграфи з фіолетовим фоном з'явився у версії 1974 року стандартної системи Гепберна (Hyōjun-shiki).
|            | イィ yi  |            | イェ ye    |            |
| ウァ wa    | ウィ wi  | ウゥ wu*   | ウェ we    | ウォ wo    |
|            |          | ウュ wyu   |            |            |
| ヴァ va    | ヴィ vi  | ヴ vu⁑     | ヴェ ve    | ヴォ vo    |
| ヴャ vya   |          | ヴュ vyu   | ヴィェ vye | ヴョ vyo   |
|            |          |            | キェ kye   |            |
|            |          |            | ギェ gye   |            |
| クァ kwa   | クィ kwi |            | クェ kwe   | クォ kwo   |
| クヮ kwa   |          |            |            |            |
| グァ gwa   | グィ gwi |            | グェ gwe   | グォ gwo   |
| グヮ gwa   |          |            |            |            |
|            |          |            | シェ she   |            |
|            |          |            | ジェ je    |            |
|            | スィ si  |            |            |            |
|            | ズィ zi  |            |            |            |
|            |          |            | チェ che   |            |
| ツァ tsa   | ツィ tsi |            | ツェ tse   | ツォ tso   |
|            |          | ツュ tsyu  |            |            |
|            | ティ ti  | トゥ tu    |            |            |
|            |          | テュ tyu   |            |            |
|            | ディ di  | ドゥ du    |            |            |
|            |          | デュ dyu   |            |            |
|            |          |            | ニェ nye   |            |
|            |          |            | ヒェ hye   |            |
|            |          |            | ビェ bye   |            |
|            |          |            | ピェ pye   |            |
| ファ fa    | フィ fi  |            | フェ fe    | フォ fo    |
| フャ fya   |          | フュ fyu   | フィェ fye | フョ fyo   |
|            |          | ホゥ hu    |            |            |
|            |          |            | ミェ mye   |            |
|            |          |            | リェ rye   |            |
| ラ゜ la    | リ゜ li  | ル゜ lu    | レ゜ le    | ロ゜ lo    |
| リ゜ャ lya |          | リ゜ュ lyu | リ゜ェ lye | リ゜ョ lyo |
| ヷ va⁂     | ヸ vi⁂   |            | ヹ ve⁂     | ヺ vo⁂     |

- * — Використання ウゥ для представлення wu є рідким у сучасній японській мові, за винятком використання в Інтернет-слензі і транскрипції латинських диграфів VV за допомогою катакани.
- ⁑ — ヴ має рідковживаний відповідник у хіраґані ゔ, який також передається як vu у системі латинізації Гепберна.
- ⁂ — Знаки зеленого кольору є застарілими у сучасній японській мові і використовуються дуже рідко[32][33].